# Långskäggig honungsfågel
Långskäggig honungsfågel (Melionyx princeps) är en fågel i familjen honungsfåglar inom ordningen tättingar.

## Utbredning och systematik
Fågeln förekommer i högt belägna gräsmarker på östcentrala Nya Guinea. Den behandlas som monotypisk, det vill säga att den inte delas in i några underarter.

### Släktestillhörighet
Arten placeras traditionellt i släktet Melidectes, men har tillsammans med nära släktingarna sothonungsfågel och kortskäggig honungsfågel lyfts ut till det egna släktet Melionyx efter genetiska studier.

## Status
IUCN kategoriserar arten som sårbar.